# Olympische Sommerspiele 1960/Teilnehmer (Island)
| Gelbes Symbol für Goldmedaillen mit stilisierten Olympischen Ringen | Graues Symbol für Silbermedaillen mit stilisierten Olympischen Ringen | Braundes Symbol für Bronzemedaillen mit stilisierten Olympischen Ringen |
| ------------------------------------------------------------------- | --------------------------------------------------------------------- | ----------------------------------------------------------------------- |
| —                                                                   | —                                                                     | —                                                                       |

Island nahm an den Olympischen Sommerspielen 1960 in der italienischen Hauptstadt Rom mit neun Sportlern, acht Männer und eine Frau, an elf Wettbewerben in zwei Sportarten teil.
Seit 1912 war es die sechste Teilnahme Islands an Olympischen Sommerspielen.
Jüngster Athletin war mit 18 Jahren und 132 Tagen die Schwimmerin Ágústa Þorsteinsdóttir, ältester Athlet der Leichtathlet Pétur Rögnvaldsson (26 Jahre und 135 Tage).

## Flaggenträger
Der Hürdensprinter Pétur Rögnvaldsson trug die Flagge Islands während der Eröffnungsfeier im Olympiastadion.

## Teilnehmer nach Sportarten

### Leichtathletik
Herren
- Vilhjálmur Einarsson
  - Dreisprung

Qualifikationsrunde: Gruppe C, 15,74 Meter, Rang zwei, Gesamtrang acht, für das Finale qualifiziert
Versuch eins: 15,49 Meter
Versuch zwei: 15,74 Meter
Versuch drei: ausgelassen
Finale: 16,37 Meter, Rang fünf
Versuch eins: 16,37 Meter
Versuch zwei: 16,06 Meter
Versuch drei: 15,90 Meter
Versuch vier: 16,24 Meter
Versuch fünf: ungültig
Versuch sechs: 16,36 Meter

- - Weitsprung

Qualifikationsrunde: Gruppe A, 6,76 Meter, Rang 15, Gesamtrang 42, nicht für das Finale qualifiziert
Versuch eins: 6,76 Meter
Versuch zwei: 6,64 Meter
Versuch drei: ausgelassen

- Björgvin Hólm
  - Zehnkampf

Finale: 6.261 Punkte, Rang 14
100 Meter Lauf: 650 Punkte, 11,8 Sekunden (handgestoppt), 11,89 Sekunden (automatisch gestoppt), Rang 27
Weitsprung: 764 Punkte, 6,93 Meter, Rang neun
Kugelstoßen: 728 Punkte, 13,58 Meter, Rang zwölf
Hochsprung: 711 Punkte, 1,75 Meter, Rang 16
400 Meter Lauf: 716 Punkte, 51,8 Sekunden, Rang 18
110 Meter Hürden: 557 Punkte, 16,2 Sekunden (handgestoppt), 16,37 Sekunden (automatisch gestoppt), Rang 18
Diskuswurf: 612 Punkte, 39,50 Meter, Rang zwölf
Stabhochsprung: 438 Punkte, 3,30 Meter, Rang 18
Speerwurf: 676 Punkte, 57,45 Meter, Rang zwölf
1500 Meter Lauf: 409 Punkte, 4:40,6 Minuten, Rang neun

- Svavar Markússon
  - 800 Meter Lauf

Runde eins: ausgeschieden in Lauf sechs (Rang fünf), 1:52,7 Minuten (handgestoppt), 1:52,88 Minuten (automatisch gestoppt)
  - 1500 Meter Lauf

Runde eins: ausgeschieden in Lauf zwei (Rang sieben), 3:47,1 Minuten (handgestoppt), 3:47,20 Minuten (automatisch gestoppt)

- Jón Pétursson
  - Hochsprung

Qualifikationsrunde: 1,95 Meter, Rang 22, nicht für das Finale qualifiziert
1,90 Meter: gültig, ein Fehlversuch
1,95 Meter: gültig, kein Fehlversuch
2,00 Meter: ungültig, drei Fehlversuche

- Pétur Rögnvaldsson
  - 110 Meter Hürden

Runde eins: ausgeschieden in Lauf vier (Rang sechs), 15,2 Sekunden (handgestoppt), 15,38 Sekunden (automatisch gestoppt)

- Hilmar Þorbjörnsson
  - 100 Meter Lauf

Runde eins: ausgeschieden in Lauf neun (Rang vier), 10,9 Sekunden (handgestoppt), 11,05 Sekunden (automatisch gestoppt)

- Valbjörn Þorláksson
  - Stabhochsprung

Qualifikationsrunde: 4,20 Meter, Rang 14, nicht für das Finale qualifiziert
3,80 Meter: ausgelassen
4,00 Meter: gültig, kein Fehlversuch
4,20 Meter: gültig, kein Fehlversuch
4,30 Meter: ungültig, drei Fehlversuche

### Schwimmen
Damen
- Ágústa Þorsteinsdóttir
  - 100 Meter Freistil

Runde eins: ausgeschieden in Lauf zwei (Rang sechs), 1:07,5 Minuten

Herren
- Gudmunður Gíslason
  - 100 Meter Freistil

Runde eins: ausgeschieden in Lauf fünf (Rang sechs), 1:00,8 Minuten